# Langue
In linguistica, la langue (in francese, letteralmente, "lingua") è il sistema di segni che formano il codice di un idioma. I fonemi, le parole e gli altri elementi che lo compongono hanno valore soltanto nelle relazioni di equivalenza e di opposizione che li collegano gli uni agli altri. 
Quale convenzione sociale, la langue si contrappone così alla parole, cioè l'atto linguistico individuale e irripetibile del parlante. Il concetto è stato introdotto dal linguista svizzero Ferdinand de Saussure nel suo Corso di linguistica generale (1916).